# 山葡萄
山葡萄（学名：Vitis amurensis）为葡萄科葡萄属的植物。

## 形态
落叶木质藤本。小枝嫩时疏生蛛丝状茸毛，有卷须；宽卵形大叶，3～5浅裂，有浅三角形齿牙，基部深心形，平滑或脉上有毛；夏季开花，雌雄异株，圆锥花序；黑色果实。

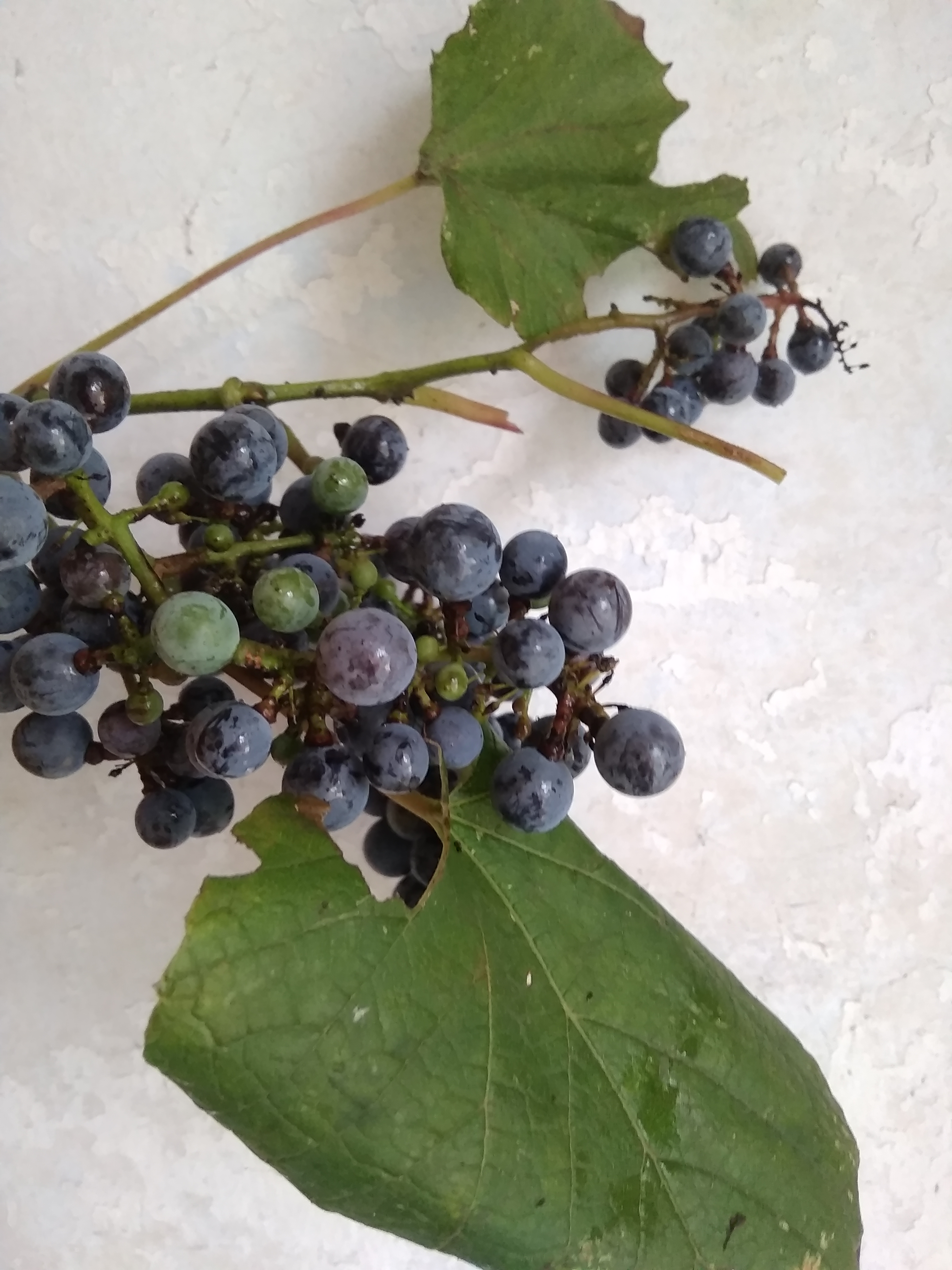
山葡萄

## 分布
分布於日本、韓國、台灣的台東，蘭嶼。生長於海拔200公尺至1,200公尺的地區，多生長在山坡、山谷林中及灌木叢中，目前尚未由人工繁殖栽培。

## 别名
阿穆尔葡萄（江苏南部种子植物手册）

## 异名
- Vitis amurensis Rupr. f. hermaphrodita J. Y. Li

## 外部連結
- 山葡萄, Shanputao （页面存档备份，存于） 藥用植物圖像數據庫 (香港浸會大學中醫藥學院) （繁體中文）（英文）